# 椋木潜
椋木 潜（むくのき ひそむ）は、幕末から明治時代の武士（津和野藩士）、志士、教育家。

## 略歴
津和野藩士の子として生まれる。当初は藩校養老館に学んだが、弘化3年（1846年）脱藩して江戸に上り、清水赤城より儒学・兵学を学ぶ。赤城の子大橋訥庵の思誠塾に入ってその同志となり、文久元年（1861年）大橋や宇都宮藩家老間瀬和三郎の命でたびたび上京し、諸公家に公武合体反対の入説を行う。文久2年（1862年）坂下門外の変においては斬奸状の起草者となった。そのため幕吏を逃れて宇都宮をはじめ水戸・陸奥・仙台と各地を流浪、岡金左衛門・南八郎・諸葛亮太郎・小林彌助・椋木潜の変名を用いた。田舎髷へ変装し司直の追跡を逃れた事もあったという。文久3年（1863年）福羽美静の仲介を得て帰藩し、以後は藩の兵学教授を務める。維新後は刑法官、弾正台に出仕、権判事監察使を歴任。明治9年（1876年）教育界に移り、広島師範学校や浜田中学校の教諭を歴任した。明治45年1月、文筆を手にして逝去。享年85。
大隈重信を追慕し墓前に石灯籠を献した事績が伝わる。
没後残された膨大な蔵書は、益田の岡書館を経て太皷谷稲成神社宝物殿（藩城跡）へ収蔵。四書五経から歌集、史学、兵学、軍記、化学と漢籍のみならず舶来洋学も網羅し、教育者と兵学者を兼ねた下地を伺わせる。